# Basili de Cesarea
Basili de Cesarea, dit igualment Basili el Gran (c. 330, Cesarea de Capadòcia, actualment Turquia - 1 de gener de 379, Cesarea de Capadòcia), va ser bisbe de Cesarea de Capadòcia i és venerat com a sant per les esglésies occidentals i orientals.

## Biografia
Va néixer el 329 en el si d'una família noble cristiana de la ciutat de Cesarea. El seu pare, Basili, fou un advocat de mèrit i mestre de retòrica. La mare es deia Emèlia. La seva àvia Macrina de Neocesarea (Pont) el va educar en els principis cristians i fou alumne de Gregori Taumaturg, bisbe de la ciutat.
Es va educar a Cesarea i Constantinoble. Va estudiar amb Libani. Després va anar a Atenes on va estudiar del 351 al 355 amb Himeri i Proeresi; amb ell van estudiar Julià l'Apòstata i Gregori de Nazianz. Aquest darrer fou el seu més íntim amic. Fou el millor alumne de retòrica, filosofia i ciència.
El 355 va tornar a Cesarea i va fer un temps d'advocat però aviat ho va deixar per dedicar-se a la vida religiosa tal com també va fer la seva germana Macrina. El 357 va viatjar per Síria, Palestina i Egipte per aprendre de la vida monàstica i a la tornada es va retirar a una muntanya a la vora del riu Iris prop de Neocesarea on va viure en reclusió per 13 anys fundant el monestir d'Ibori. Allí la família tenia una finca on Basili va reunir un grup de devots als que es va unir aviat Gregori Nazanzié. En aquests anys es va dedicar a la lectura i el seu escriptor favorit fou Orígens. Va predicar també per tot el Pont.
El 359 va anar en ambaixada a Constantinoble juntament amb Basili d'Ancira i Eustaci de Sebaste, per obtenir la confirmació imperial dels decrets del sínode de Selèucia d'Isàuria en què els homiousians havien condemnat als anomians. Per aquesta època fou fet lector a l'església de Cesarea pel bisbe Diani, i després fou diaca ordenat pel bisbe d'Antioquia, Meleci.
El 360 va sortir de Cesarea i va tornar al seu monestir quan Diani es va adherir a la confessió arriana al sínode d'Ariminum. El 361 Julià l'Apòstata el va convidar a la cort però va refusar perquè l'emperador no seguia la doctrina cristiana. El 363 Diani, a punt de morir, el va cridar a Cesarea, i el seu successor Eusebi el va ordenar prevere però el va deposar el 364 per raons desconegudes i es va retirar altre cop al monestir juntament amb Gregori Nazianzé.
Basili es va oposar als arrians i va escriure una obra contra Eunomi; debilitats els arrians, Eusebi va cridar altre cop a Basili a Cesarea i li va confiar l'administració de l'església el 365.
A la fam de Capadòcia del 367 i 368 va tenir una conducta exemplar i va dedicar tota la seva fortuna a auxiliar als necessitats i es va fer tan popular que a la mort d'Eusebi el 370 fou elegit en el seu lloc om bisbe de Cesarea, metropolità de Cesarea i Exarca del Pont.

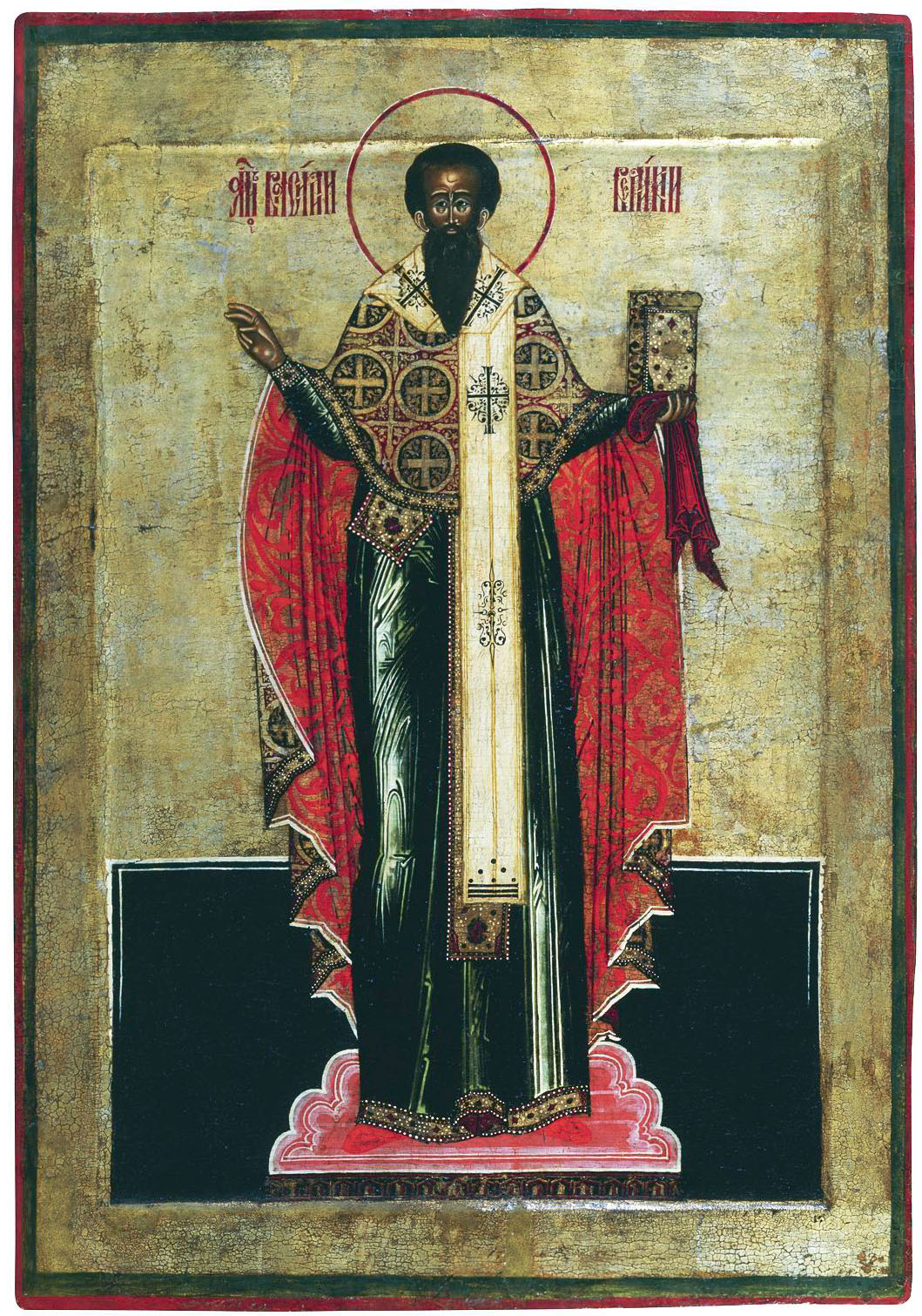
Icona del s. XVIII
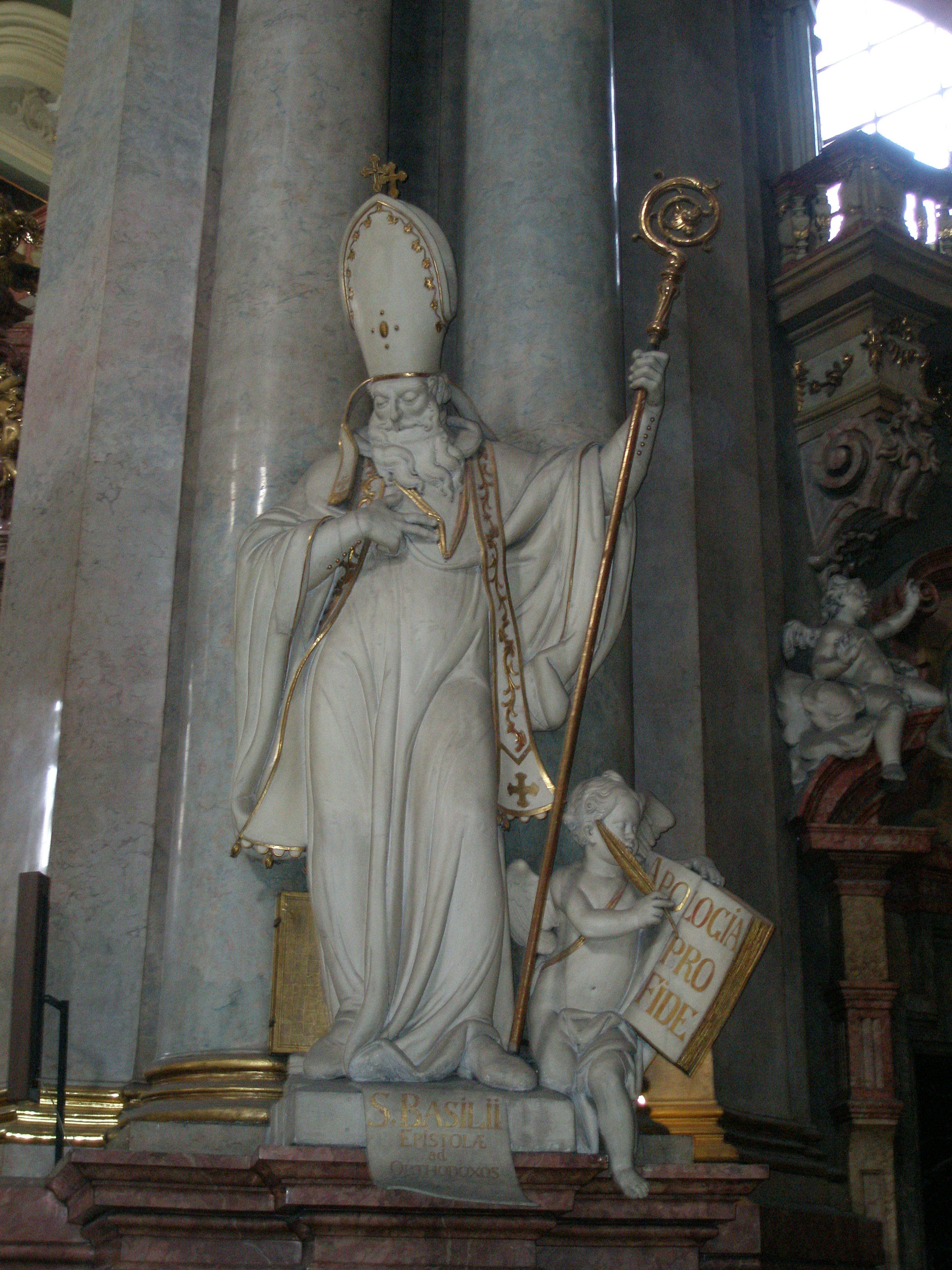
Escultura a S. Nicolau de Mala Strána (Praga), s. XVIII
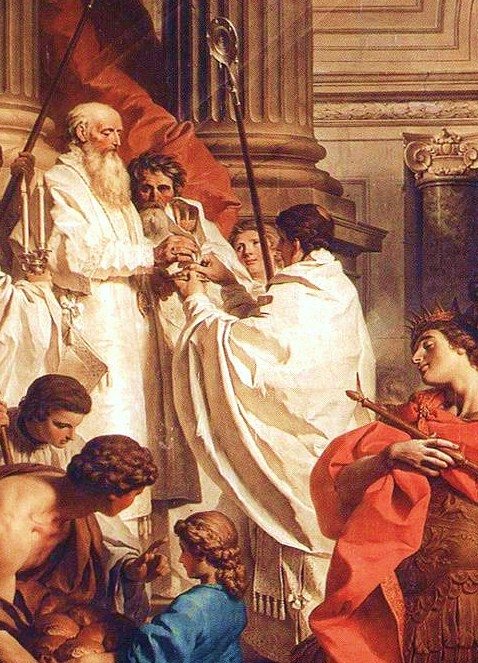
Missa de S. Basili per Pierre Subleyras, 1743
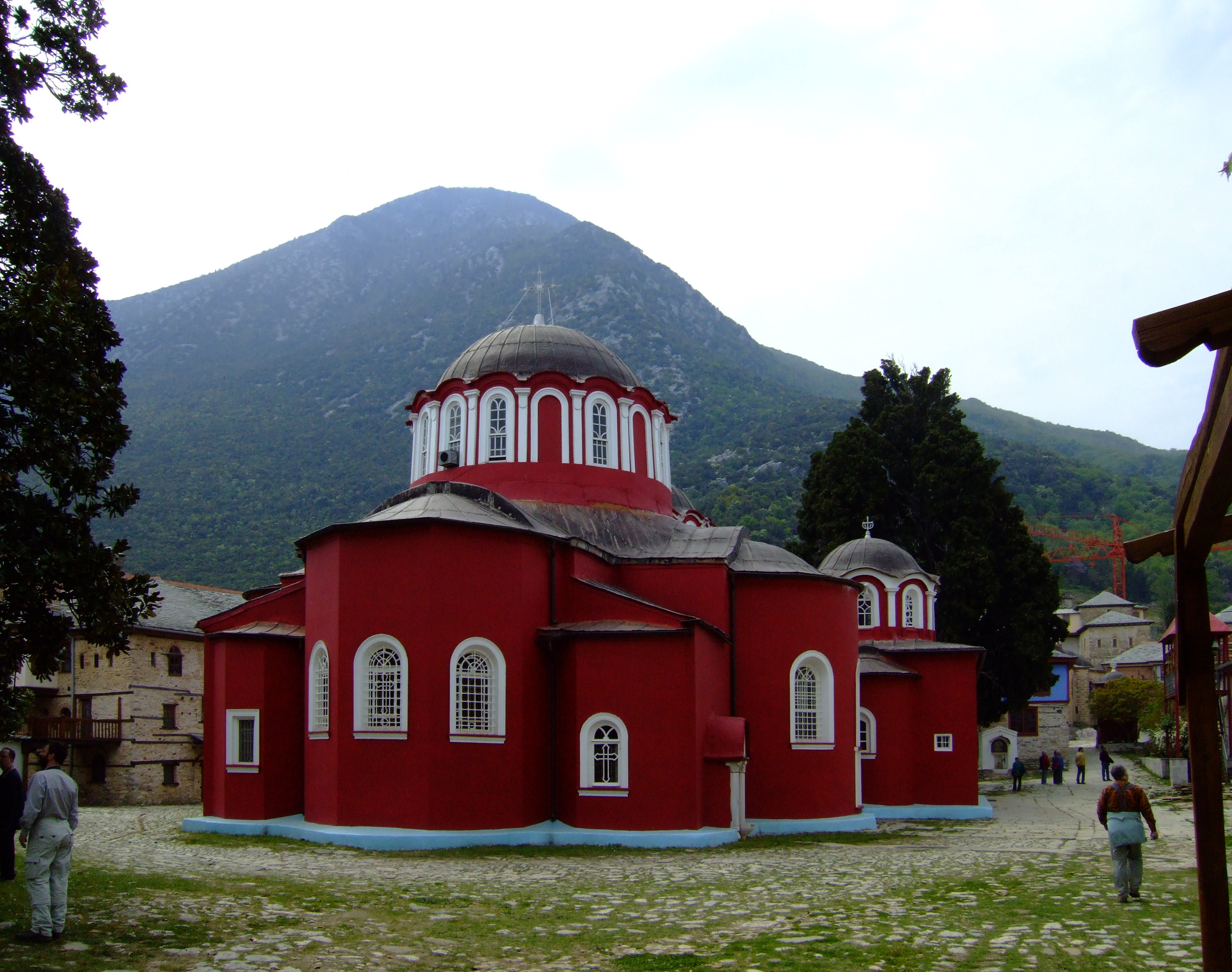
Església del monestir de la Gran Laura (Atos), on hi ha el cap del sant

Va conservar la seva ascètica manera de viure, es va ocupar dels pobres (als que va construir cases), va restaurar la disciplina de l'església, va seleccionar amb cura als candidats a rebre ordes religiosos, va procurar la unió de les esglésies occidental i oriental i va defensar la seva autoritat contra el bisbe Antim de Tiana, la seu del qual havia estat elevada a segona metropolitana de Capadòcia per Valentinià I. També es va seguir oposant als arrians i semiarrians i al prefecte de Capadòcia, Modest, i fins i tot al mateix Valentinià II.
La seva regla de vida monàstica va ser la més seguida als monestirs orientals i ortodoxos, per la qual cosa els seus monjos són anomenats basilians. Sobre ella es van desenvolupar alguns ordes monàstics catòlics, a partir del segle xvi.

## Mort i llegat

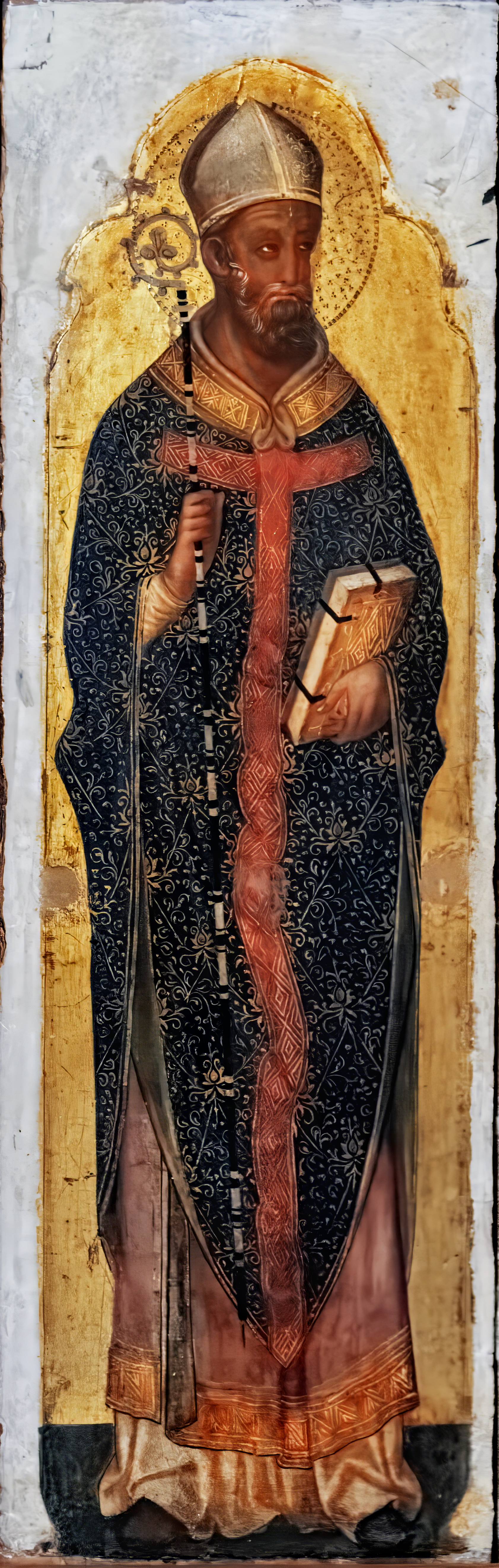
Basili de Cesarea Museu Correr de Venècia

Basili va morir abans que acabessin els disturbis de les faccions. Patia una malaltia hepàtica; Les pràctiques ascètiques excessives també van contribuir a la seva desaparició primerenca. Els historiadors no estan d'acord sobre la data exacta de la mort de Basili. El gran institut davant les portes de Cesarea, el Ptochoptopheion, o Basileiad, que s'utilitzava com a casa de pobres, hospital i hospici es va convertir en un monument durador de l'atenció episcopal de Basili als pobres. Molts dels escrits i sermons de Sant Basili, concretament sobre temes de diners i possessions, continuen influint en el cristianisme modern.
Va morir l'1 de gener del 379 i fou enterrat a Cesarea. Va deixar nombroses obres en grec. Declarat sant per l'església catòlica, es commemora el 14 de juny (els orientals l'1 de gener i el 30 de gener)

## Escrits

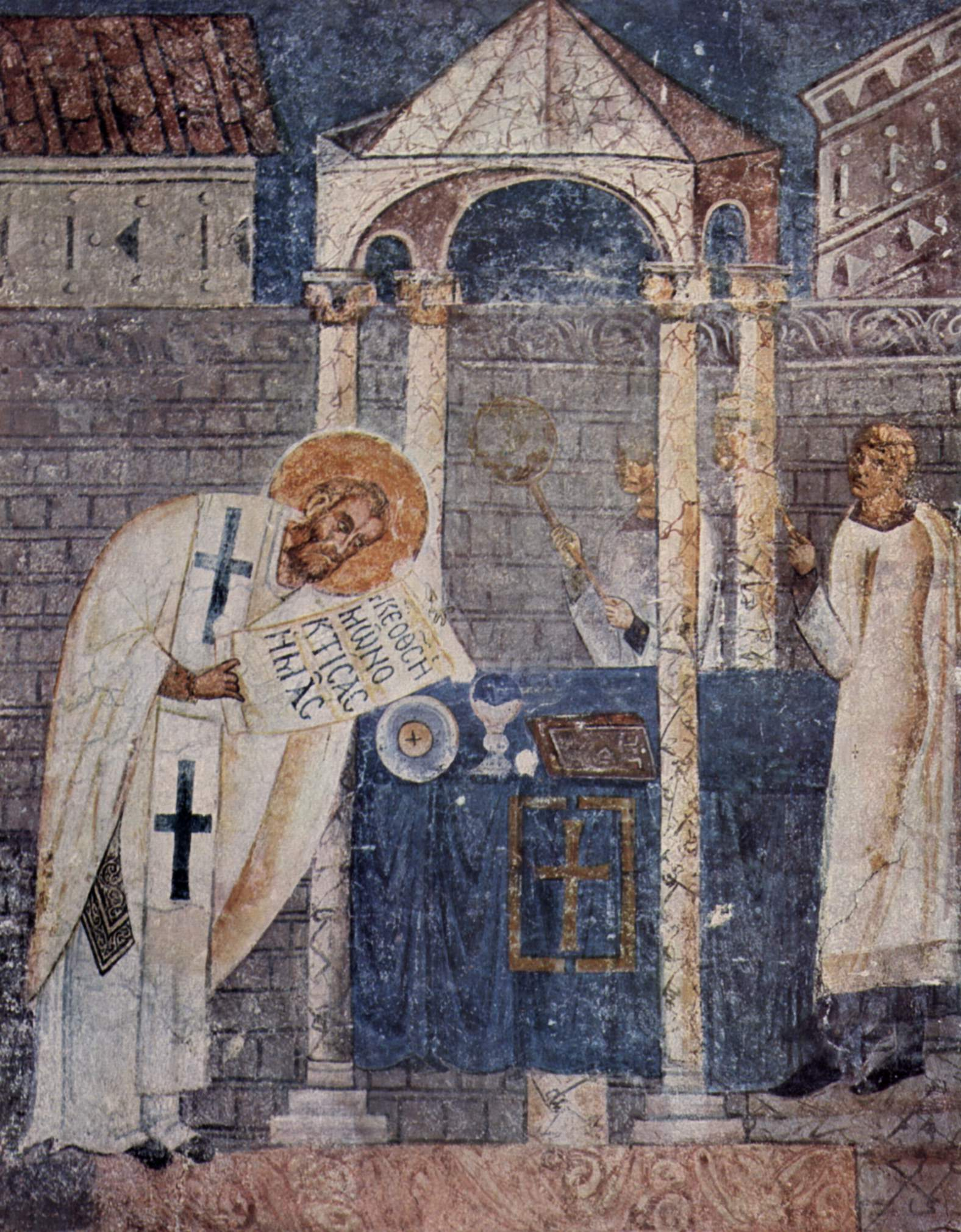
Fresc de Basili el Gran a la catedral d'Ohrid. El sant es mostra consagrant els Dons durant la Divina Litúrgia que porta el seu nom.

Els principals escrits teològics de Basili són el seu Sobre l'Esperit Sant, una apel·lació a l'Escriptura i la tradició cristiana primitiva per provar la divinitat de l'Esperit Sant, i la seva Refutació de l'apologia de l'impío Eunomi, sobre la qual es va escriure l'any 364 i constava de tres llibres contra Eunomi de Cízic, el principal exponent de l'arianisme anomoià. Els tres primers llibres de la Refutació són obra seva; la seva autoria dels llibres quart i cinquè es considera generalment dubtosa.

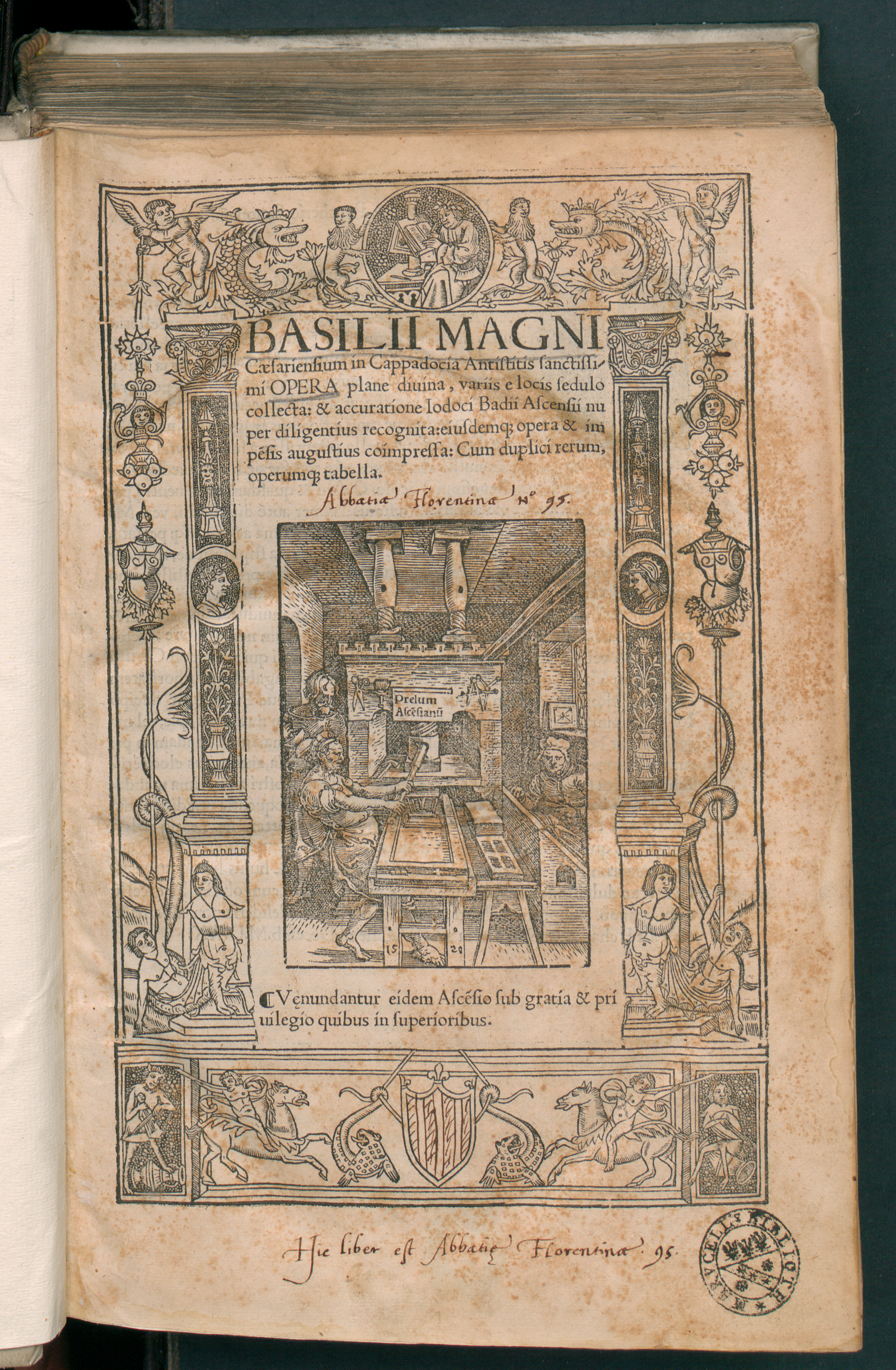
Òpera Basilii Magni (1523)

Va ser un predicador famós, i moltes de les seves homilies, incloent una sèrie de conferències de Quaresma sobre l'Hexaemeron (també Hexaëmeros, 'Sis dies de la creació'), i una exposició del saltiri, s'han conservat. Alguns, com el contra la usura i el sobre la fam del 368, són valuosos per a la història de la moral; d'altres il·lustren l'honor dels màrtirs i les relíquies; l'adreça als joves sobre l'estudi de la literatura clàssica mostra que Basili va ser influenciat per la seva pròpia educació, que li va ensenyar a apreciar la importància propedèutica dels clàssics. En una de les seves homilies, descriu, en una de les primeres descripcions de la dessalació, com els mariners del seu temps obtenien aigua dolça penjant esponges sobre un vaixell amb aigua de mar bullint i recollint i condensant el vapor d'aigua.

En la seva exegesi, Basili era un admirador d'Orígenes i de la necessitat de la interpretació espiritual de l'Escriptura. En el seu treball sobre l'Esperit Sant, assegura que «prendre el sentit literal i aturar-se aquí, és tenir el cor cobert pel vel del literalisme jueu. Les làmpades són inútils quan brilla el sol». Sovint subratlla la necessitat de la Reserva en qüestions doctrinals i sacramentals. Al mateix temps, estava en contra de les al·legories salvatges d'alguns contemporanis. Sobre això, va escriure:
| « | Conec les lleis de l'al·legoria, encara que menys per mi mateix que per les obres dels altres. Hi ha qui, de veritat, no admet el sentit comú de les Escriptures, per a qui l'aigua no és aigua, sinó una altra naturalesa, que veuen en una planta, en un peix, el que desitgen la seva fantasia, que canvien la naturalesa dels rèptils i de les bèsties salvatges per adaptar-se a les seves al·legories, com els intèrprets de somnis que expliquen visions en el son per fer-los servir els seus. | » |

Les seves tendències ascètiques s'exhibeixen a la Moralia i l'Asketika (de vegades mal traduïts com a Regles de Sant Basili), manuals ètics d'ús al món i al claustre, respectivament. Hi ha hagut una gran discussió sobre l'autenticitat de les dues obres conegudes com l'Asketikon Major i l'Asketikon Menor.
Segons Pau Orosi, Basili va ensenyar l'apocatàstasi que implicava la restauració de tots els pecadors a Crist després de la purificació. Aquesta doctrina és més evident en el seu Comentari sobre Isaïes, encara que hi ha una certa disputa acadèmica sobre si aquest comentari s'ha d'atribuir realment a ell. D'altra banda, Basili es va oposar amb vehemència a l'opinió que l'infern té un final en el seu curt Regulae, fins i tot afirmant que les moltes persones que el sostenen són enganyades pel diable. No obstant això, la noció d'un infern finit també va ser defensada pels seus germans Macrina i Gregori de Nissa i potencialment pel seu estimat amic Gregori de Nazianz, que és una de les raons per pensar que el passatge rellevant de Regulae va ser interpolat. El passatge també sembla incloure idees que es podrien considerar en oposició a les idees dels escrits indiscutibles de Basili, per exemple la noció de càstigs físics a l'infern i de l'infern mateix com un lloc físic amb diferents ubicacions. També està potencialment en contradicció amb la majoria de l'ús lingüístic de Basili.
En el seu llibre De Spiritu Sancto, Basili enumera alguns que per a ell són homes il·lustres de l'església i els cita; es tracta d'Ireneu de Lió, Climent de Roma, Dionís de Roma, Dionís d’Alexandria, Eusebi, Juli Africà, Gregori Taumaturg, Firmilià i Orígenes.
Basili també subratlla la completa igualtat d'ambdós gèneres, derivada d'un mateix "termoll" humà (φύραμα), tots dos a imatge de Déu, dotats del mateix honor i dignitat (ὁμοτίμως), en perfecta igualtat (ἐξ ἴσου). Els homes fins i tot arrisquen a ser inferiors en pietat (Homilia sobre Julitta 241B). Així mateix, a les Homilies dels Salms 1, PG 29.216–17, insisteix en el principi socràtic i estoic, aquí cristianitzat, que l'home i la dona tenen una i mateixa virtut i una i la mateixa naturalesa (φύσις). La seva creació comuna era d'igual honor i dignitat (ὁμότιμος); tenen la mateixa capacitat i activitat (ἐνέργεια), i rebran la mateixa recompensa. De la mateixa manera, a la Carta a Amphilochius 188, Basili torna a utilitzar ἐξ ἴσου en referència a la igualtat de dones i homes.
Basil es va enfrontar al tema de l'esclavitud a De Spiritu Sancto 20 en el context d'un debat trinitari. Basili reconeix que cap humà és un esclau per naturalesa. Aquest principi contraposava la convicció d’Aristòtil i era coherent amb la visió de Gregori de Nissa i amb la de molts altres pensadors patrístics; fins i tot Agustí i Teodoret ho van admetre. Basili, de fet, considerava l'esclavitud com a resultat de la Caiguda, un principi que compartien Agustí, Teodoret i molts altres Pares. De vegades, l'esclavitud és una benedicció per a la persona esclava, va sostenir Basili (a les Regles morals 75 va recomanar que els esclaus cristians treballin més que els esclaus no cristians). Aquesta visió s'oposa a Gregori de Nissa, i recorda l'argument d'Aristòtil i el de Teodoret.
És en els manuals ètics i els sermons morals on s'il·lustren els aspectes pràctics de la seva teologia teòrica. Així, per exemple, és en el seu Sermó als Lazicans on trobem Basili explicant com és la nostra naturalesa comuna la que ens obliga a tractar les necessitats naturals del nostre proïsme (per exemple, la fam, la set) com a pròpies, tot i que ell és una persona independent i individual.
Les tres-centes cartes de Basil revelen el seu caràcter. Mostren el seu caràcter observador, que, malgrat els problemes de la mala salut i el malestar eclesiàstic, es va mantenir optimista, tendre i fins i tot juganer. Basili és honrat com el principal arquitecte de la vida monàstica a l'Església grega.

La majoria de les seves obres existents, i algunes que se li atribueixen falsament, estan disponibles a la Patrologia Graeca, que inclou traduccions al llatí de diferent qualitat. Diverses de les obres de Basilio van aparèixer a finals del segle XX a la col·lecció Sources Chrétiennes.

Una cita famosa de Basil és la següent: 
| « | El pa que guardes és dels famolencs. La roba que acumules pertany al nu. Les sabates que tens a l'armari són per descalç. Els diners que enterres profundament a la terra per mantenir-lo segur, pertanyen als pobres. Vas ser injust amb tanta gent com podries haver ajudat i no ho vas fer. | » |

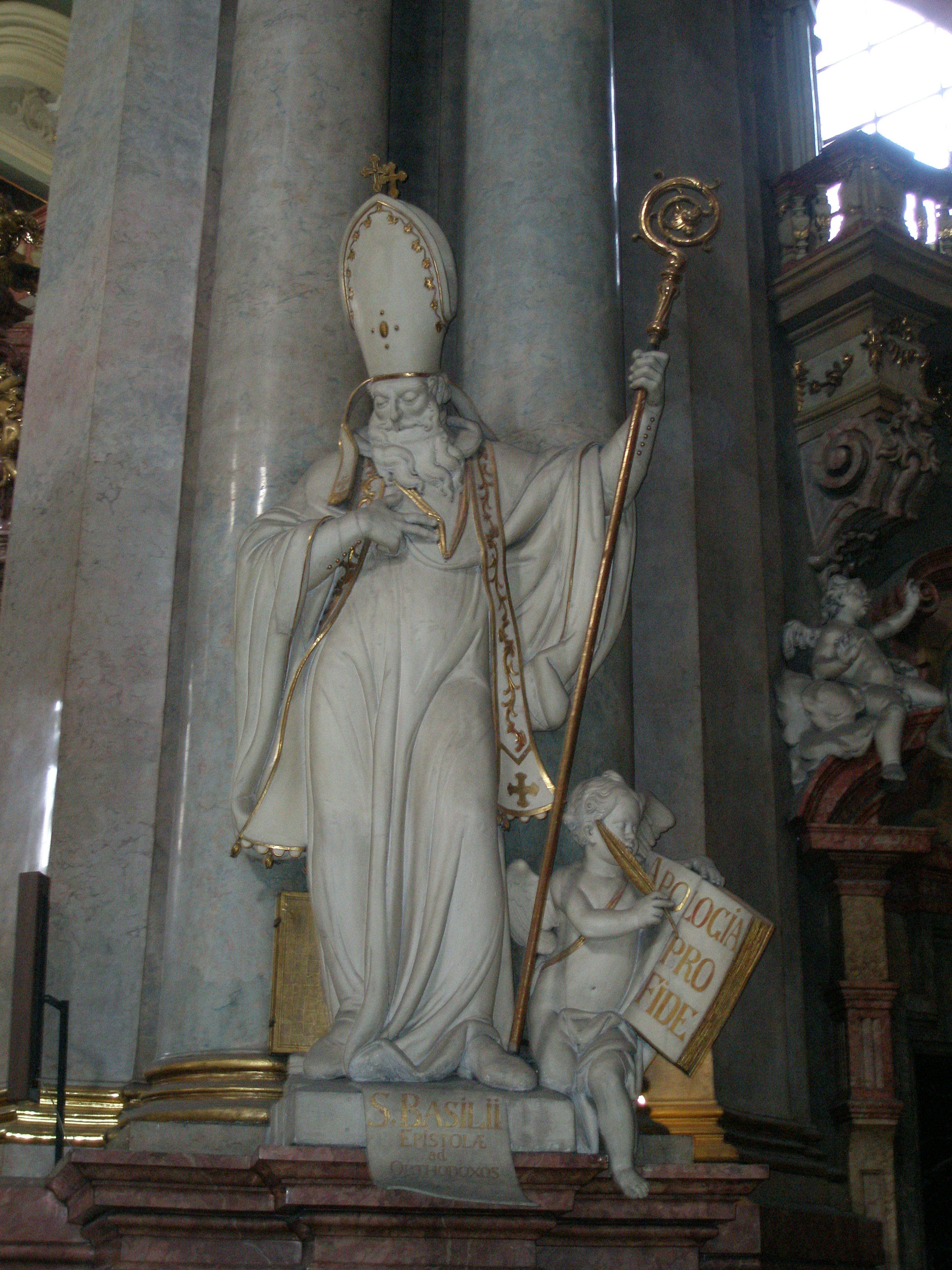
Estàtua de Sant Basili, que el representa amb vestidures occidentals, a l'església de Sant Nicolau, Malá Strana, Praga, República Txeca.

## Aportacions litúrgiques
Basili de Cesarea ocupa un lloc molt important en la història de la litúrgia cristiana, com ho va fer al final de l'època de la persecució. Que sant Basili va compondre una litúrgia, o més aviat va reformar una litúrgia existent, està fora de dubte, ja que a més de la tradició constant de l'església ortodoxa hi ha molts testimonis en escrits antics per constatar el fet. La influència litúrgica de Basili està ben documentada a les primeres fonts.
La majoria de les litúrgies que porten el nom de Basili no són totalment la seva obra en la seva forma actual, però, tanmateix, conserven un record de l'activitat de Basili en aquest camp en la formulació de les oracions litúrgiques i la promoció dels cants de l'església. Els estudiosos de la patrística conclouen que la litúrgia de sant Basili «porta, inconfusiblement, la mà personal, la ploma, la ment i el cor de sant Basili el Gran».
Una litúrgia que se li pot atribuir és La Divina Litúrgia de Sant Basili el Gran, una litúrgia que és una mica més llarga que la Divina Litúrgia de Sant Joan Crisòstom més utilitzada. La diferència entre tots dos està principalment en les oracions silencioses pronunciades pel sacerdot, i en l'ús de l'himne a la Theotokos, Tota la creació, en lloc de l’Axion Estin de la litúrgia de Joan Crisòstom.
Les Esglésies orientals conserven nombroses altres oracions atribuïdes a Basili, incloent-hi tres oracions d’exorcisme, diverses oracions del matí i del vespre, i la Pregària de les hores que es llegeix a cada servei de l'Ofici diari.